# انتخابات مجلس فرانسه (۲۰۲۲)
انتخابات مجلس قانونگذاری فرانسه ۲۰۲۲ (انگلیسی: 2022 French legislative election) در روزهای ۱۲ و ۱۹ ژوئن ۲۰۲۲ برگزار شد تا ۵۷۷ نماینده مجلس قانونگذاری فرانسه انتخاب شوند. در این انتخابات کرسی ها بین چهار ائتلاف تقسیم شد و هیچ یک اکثریت مطلق را به دست نیاورد. ائتلاف حامی امانوئل مکرون، رئیس جمهور فرانسه، موسوم به Ensemble Citoyens با ۲۴۵ کرسی حائز اکثریت نسبی شد. اتحاد مردمی جدید اکولوژیک و اجتماعی به رهبری ژان لوک ملانشن تعداد ۱۳۱ کرسی به دست آورد. ائتلاف ملی گرای اجتماع ملی حامی مرین لوپن و اتحاد راست و میانه ۶۱ کرسی به دست آورد.